# Santa Giulia (Milano)
Santa Giulia è un quartiere  residenziale e terziario di Milano. Si trova a sud-est della città, nel  Municipio  4 e nel NIL n. 33 "Rogoredo - Santa Giulia". 
Il progetto urbanistico generale è stato disegnato dall'architetto Norman Foster, anche se altri architetti hanno contribuito alla progettazione di singoli edifici.

## Il progetto

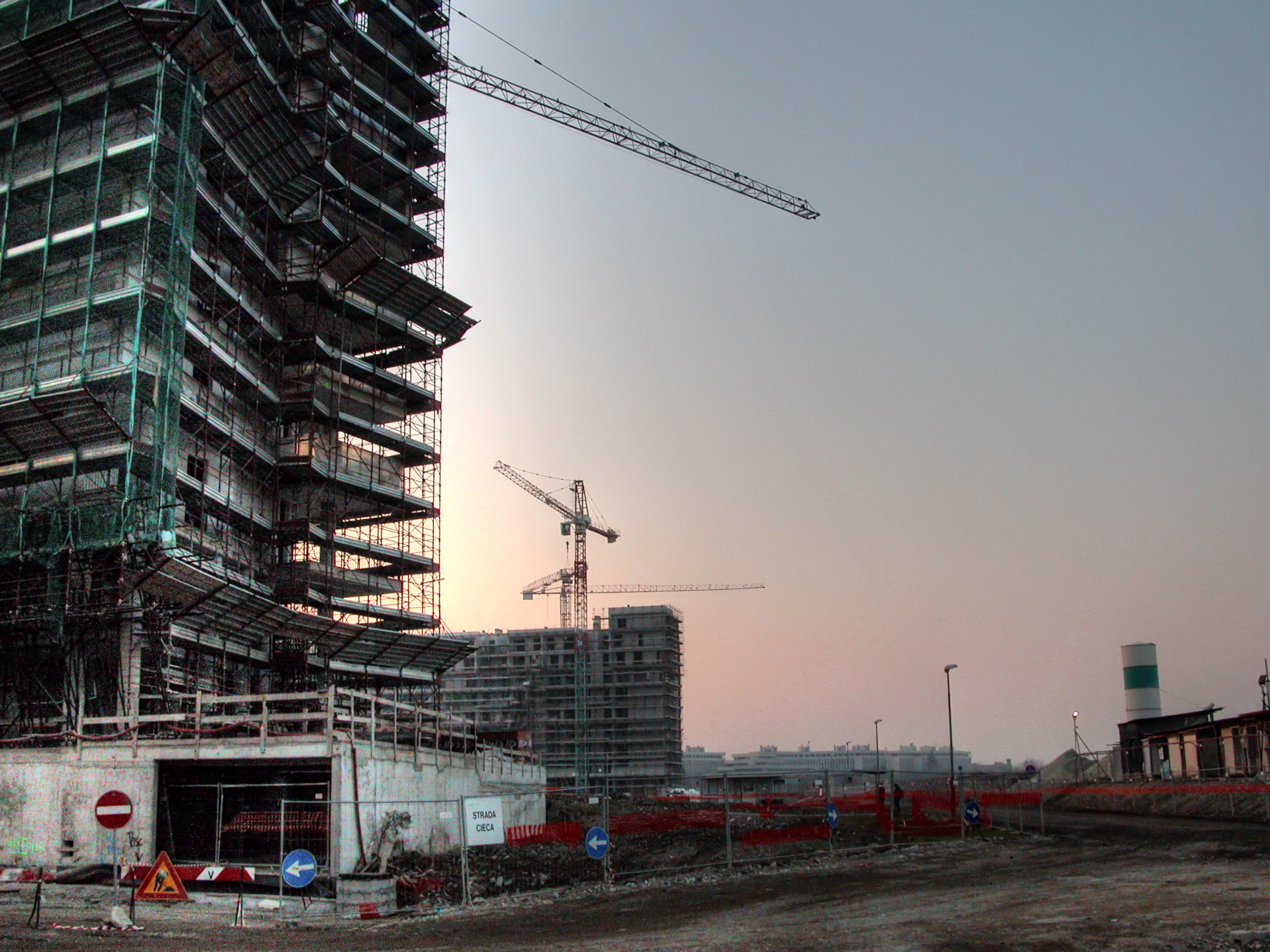
Il cantiere di Santa Giulia a febbraio 2008

L'intera area ha una superficie di 1200000 m² per un investimento previsto di circa 2,8 miliardi di euro. Inizialmente il progetto si estendeva sulle sole aree ex Montedison, ed era pertanto noto col nome di Montecity. Nella fase iniziale il progetto era affidato a Risanamento S.p.A., mentre nel 2011 è passato a Santa Giulia S.p.A.
Il progetto è diviso in due zone corrispondenti alle due aree industriali dismesse della Montedison e della Redaelli e prevede di separare le due zone con un grande parco attraversato dalla nuova Paullese, parzialmente interrata.
- Area ex Montedison (lato Morsenchio): il progetto prevedeva la realizzazione di residenze di lusso, attività commerciali di prestigio (Montecity Avenue)[3], terziarie ed alberghiere, una chiesa (progettata da Peter Zumthor) e un centro congressi con una capienza di 8000 posti. A causa della grave crisi finanziaria della società Risanamento S.p.A. e di motivi di natura politica, allo stato attuale non è definito come sarà impiegata questa zona, ancora non identificata.
- Area ex Redaelli (lato Rogoredo): sono state realizzate residenze in edilizia libera e residenze in edilizia convenzionata, oltre ad edifici a funzione terziaria (come la sede italiana di Sky Italia). In futuro è prevista la realizzazione di un complesso alberghiero (favorito dalla vicinanza alla stazione di Rogoredo), un centro civico, una "residenza speciale per studenti e giovani coppie" e una residenza per persone con disabilità.

## Sequestro e rilevamenti
Nel mese di febbraio 2009, l'inchiesta Montecity ha sventato una truffa sui lavori di bonifica, fraudolentemente gonfiati del 30% (da 35 a 50 € per ogni tonnellata di rifiuti). Il denaro riciclato ammontava a una somma complessiva di 14 milioni di euro, trasferiti sul conto dell'avvocato Fabrizio Pessina, arrestato assieme a due ex finanzieri, accusati di aver creato i fondi neri; altre ottanta persone sono indagate. Nel mese di ottobre 2009 furono arrestate altre cinque persone, tra cui Giuseppe Grossi, accusato di appropriazione indebita e frode fiscale, e Rosanna Gariboldi (moglie di Gian Carlo Abelli), accusata di riciclaggio.
Il 19 luglio 2010 la Guardia di Finanza eseguì il sequestro preventivo dell'area Montecity-Rogoredo in quanto, secondo le indagini, la falda acquifera sottostante sarebbe potuta essere inquinata da sostanze pericolose per l'ambiente e la salute. La società Risanamento SpA dichiarò sufficiente la bonifica effettuata, contestata però dall'ARPA, e la società Metropolitana Milanese garantì la non contaminazione delle acque potabili.
Il 28 agosto 2010 fu bloccata l'apertura dell'asilo del quartiere perché il terreno di riempimento del giardino è risultato inquinato. Nel febbraio 2012 il Comune avviò i lavori di bonifica sul parco Trapezio. Dopo nuovi lavori di bonifica, l'asilo è stato inaugurato nel mese di gennaio 2013, il parco il 14 settembre 2013.
Il 24 luglio 2015 l'area Montecity-Rogoredo è stata dissequestrata dopo il proscioglimento per prescrizione dalle accuse legate alle operazioni di bonifica del terreno degli imputati nell'inchiesta.

## Stato dei lavori

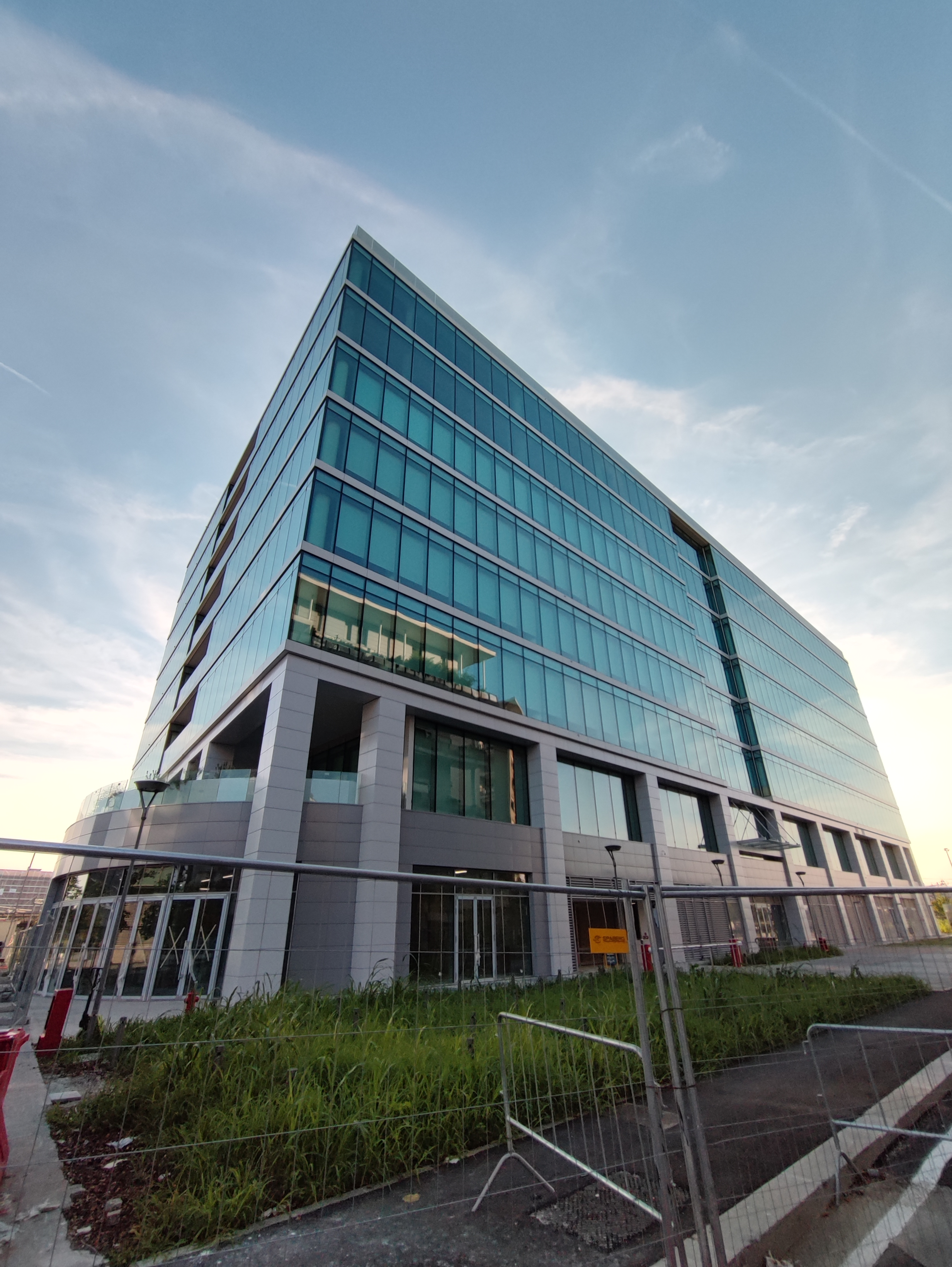
Torre Spark 2 (agosto 2022)

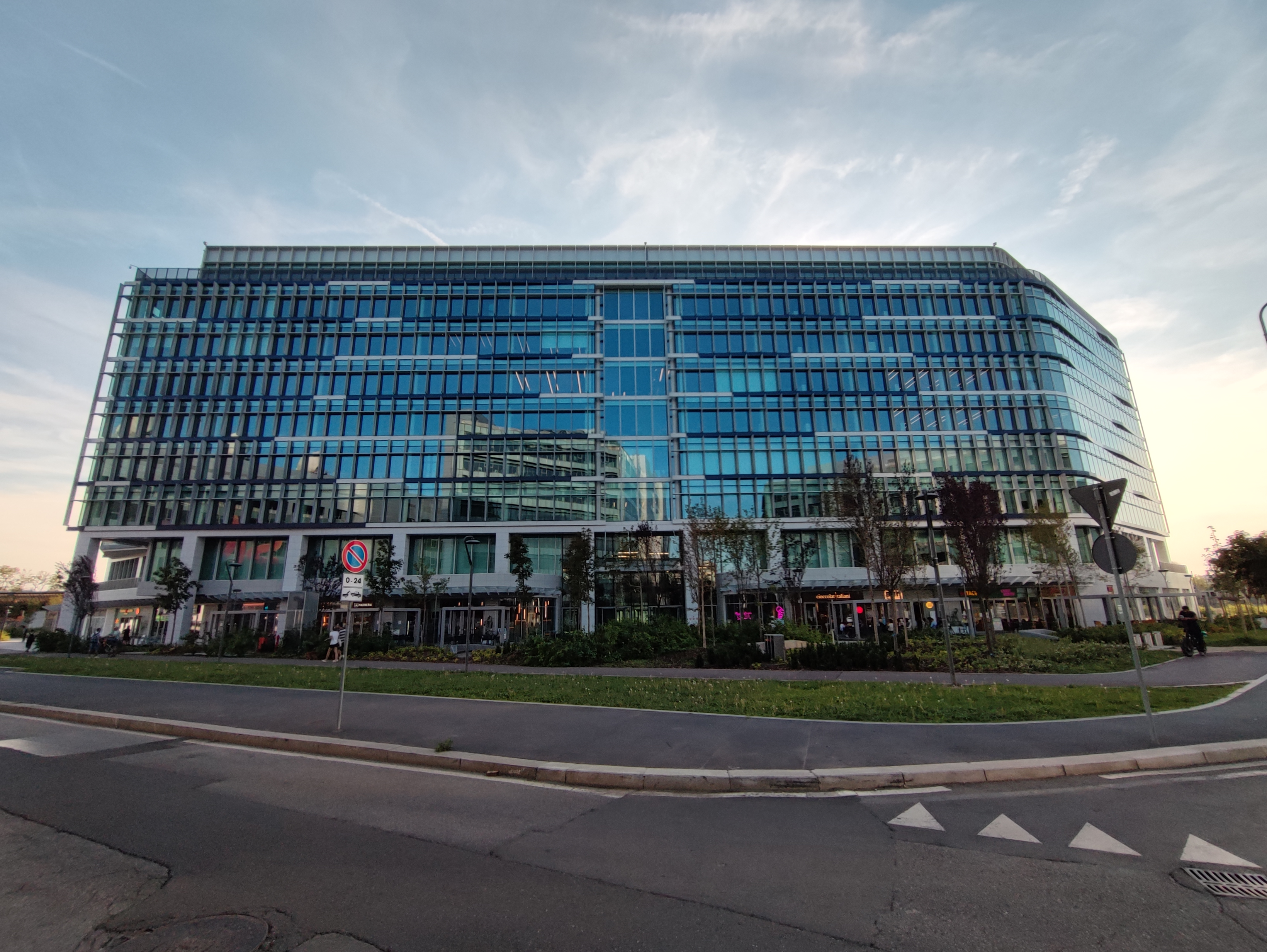
Torre spark 1 (agosto 2022)

I lavori, cominciati nel 2005, nel 2014 sono stati stimati completati al 20-30%: circa 20 complessi in media di 7 piani e al massimo 95 appartamenti ciascuno, al 70% destinati all'edilizia convenzionata, su un'area di 140000 m² circa.
Da agosto 2016 sono partiti i lavori di riqualificazione del piazzale e dei marciapiedi adiacenti a via Luigi Russolo e via Rogoredo, ancora non conclusi (gennaio 2017) con l'edificazione di una pista ciclabile. Il 15 settembre 2016 viene conclusa la rotatoria di fronte alla stazione di Rogoredo. Ad ottobre 2016 viene presentato Connecto Center, un progetto urbanistico via Pestagalli 45 accessibile solo da Morsenchio con edifici residenziali ed una piazza commerciale. Da novembre 2016 viene presentato un nuovo masterplan per Santa Giulia Nord. Tra i nuovi progetti un'area ed un museo dei bambini proposti come variante urbanistica al Collegio di Vigilanza. Nel masterplan ora è presente il cosiddetto Edificio 4 come complesso di uffici anziché un hotel come previsto in origine.
Ad ottobre 2018 viene inaugurato il cantiere Spark 1 ma solo ad aprile 2019 ripartono i lavori per le fondamenta. A giugno 2019 Lendlease firma un accordo con Ovg Europe Limited e Live Nation per realizzare e gestire l'arena prevista dal masterplan. Live Nation ne aveva manifestato l'interesse già da ottobre 2018. Il 24 giugno 2019 con l'assegnazione dei giochi olimpici a Milano, la futura arena viene ribattezzata Palaitalia con i lavori che dovrebbero iniziare a gennaio 2021
A maggio 2020 Il comune di Milano e Regione Lombardia pubblicano i documenti relativi al rapporto ambientale e alla variante al Piano Integrato di Intervento Rogoredo Montecity per l'edificazione del PalaItalia già previsto e che verrà usato per le gare di Hockey su Ghiaccio delle XXV Giochi olimpici invernali. Confermate la realizzazione di un parco attrezzato di circa 362.000 mq, la metrotranvia tra la stazione di Rogoredo e la fermata della linea M4 della metropolitana Forlanini e l'edificazione di nuove scuole di ogni grado. A luglio vi è stata l'approvazione.

## Trasporti

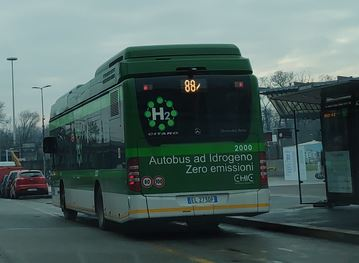
Linea ATM 88/ con autobus a idrogeno in attesa alla fermata di Rogoredo-Santa Giulia a MIlano (2020)

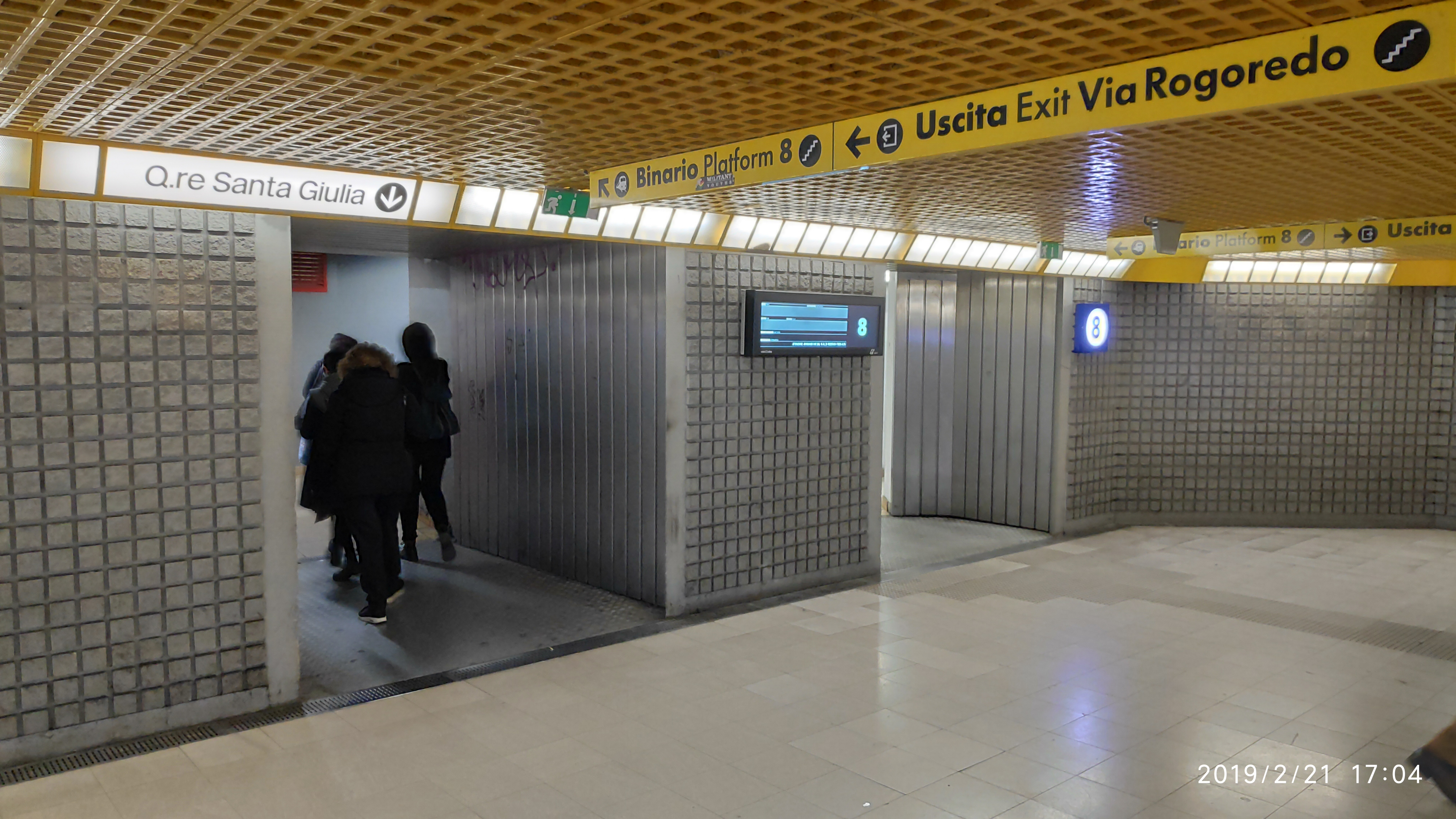
Uscita Santa Giulia della stazione di Rogoredo (ferrovia e metropolitana)

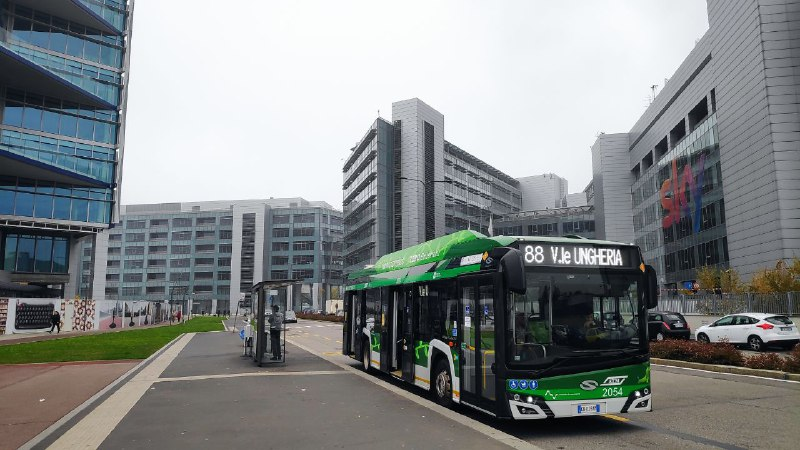
linea 88

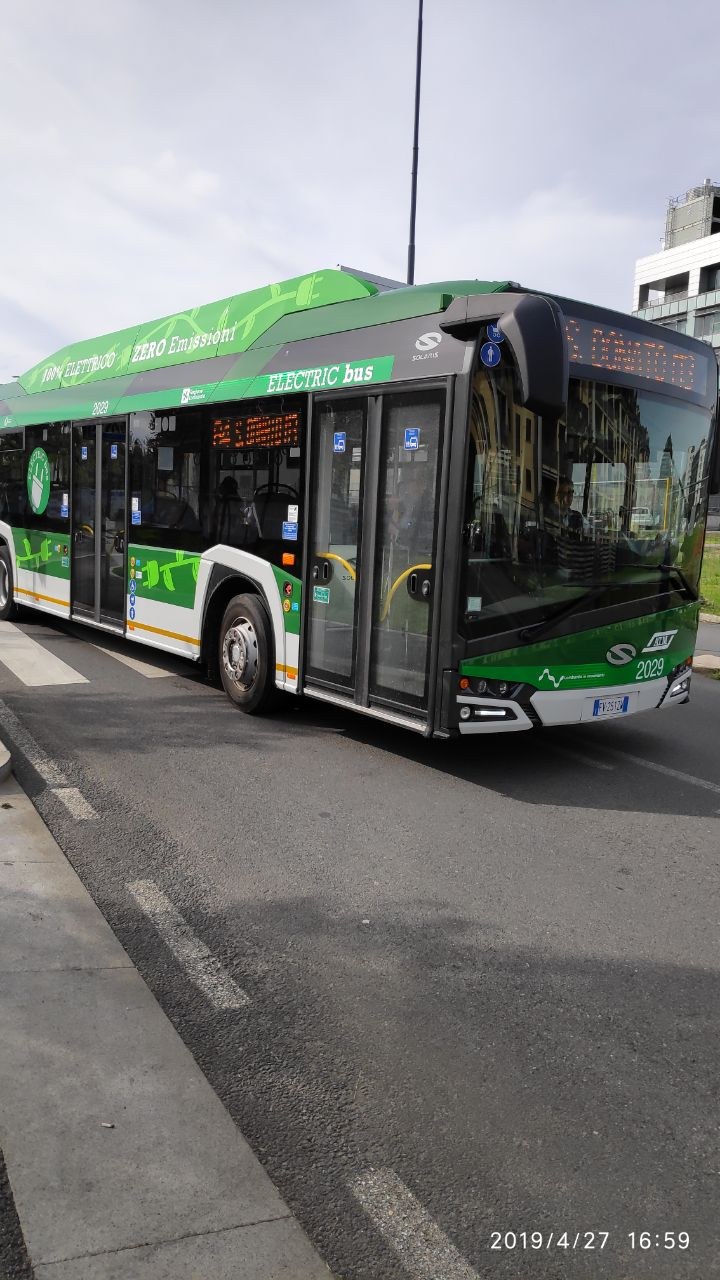
Autobus elettrico della linea 84 inaugurato nel 2018 appena partito dalla fermata di Largo Radaelli

La stazione di Milano Rogoredo che serve sia Rogoredo che Santa Giulia dispone di collegamenti ad Alta velocità (con fermate di Frecciarossa e Italo), linee a breve e lunga percorrenza, passante ferroviario per treni con trasporto passeggeri della regione Lombardia, è anche stazione urbana della metropolitana di Milano, appartenente alla linea M3.
Sempre l'area della stazione ha un'area di parcheggio adibita allo scooter sharing col servizio di Cityscoot, il quartiere come il resto di Milano è servito anche dal servizio di bike sharing mobike. Ha solo una pista ciclabile che parte dalla stazione in cui son presenti degli stalli per biciclette correndo lungo il cantiere della costruenda torre Spark 1 passa dalla Piazza Santa Giulia e si ferma nella futura area dove sorgerà l'area uffici Connecto Center. Una nuova ciclabile è stata costruita dal rondò di via Savinio e che arriva fino al rondò di Via Medici del Vascello.
Attualmente il quartiere è servito dalla linea d'autobus 88, che collega Rogoredo a viale Ungheria e due volte al ora a Viale Aviazione, e dalla linea 77 che collega Poasco al capolinea della linea M3 San Donato, passando dalla stazione di Rogoredo. La linee sono servite da autobus totalmente elettrici.
Dal 13 luglio 2009 è presente uno svincolo di accesso alla tangenziale Est e alla ex S.S. 415 Paullese. Dal 4 febbraio 2013 è aperto il parcheggio di interscambio Rogoredo-Santa Giulia con 700 posti. Dal 25 febbraio 2020 sarà attivo un varco dell'Area B di Milano (divieto di accesso alle auto benzina euro 0; auto diesel euro 0, 1, 2, 3 senza filtro antiparticolato).

### Progetti futuri
Il progetto prevederebbe anche la realizzazione di una linea tranviaria che dal capolinea presso la stazione Rogoredo dovrebbe attraversare l'intero quartiere, come prolungamento dell'esistente linea tranviaria 27 lungo la via Mecenate.